# Heteralepas segonzaci
Heteralepas segonzaci is een rankpootkreeftensoort uit de familie van de Heteralepadidae. De wetenschappelijke naam van de soort is voor het eerst geldig gepubliceerd in 2001 door Young.